# Stefano Olla

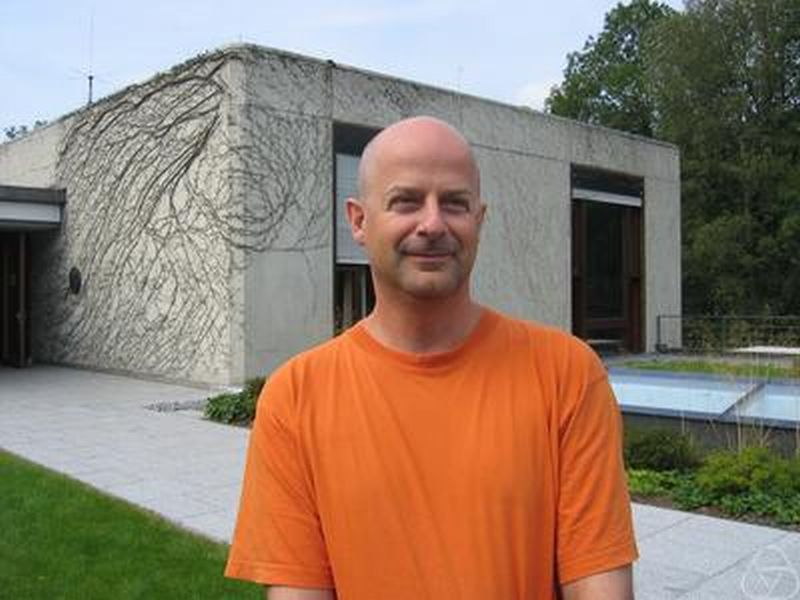
Stefano Olla 2007

Stefano Olla (* 27. Dezember 1959) ist ein italienischer Mathematiker, der sich mit Stochastik und statistischer Mechanik befasst.
Olla studierte ab 1978 Physik an der Universität Cagliari mit dem Diplom (Laurea) 1982. Dann war er als Sloan Fellow an der Rutgers University, an der er 1987 bei Joel Lebowitz promoviert wurde (Large Deviation Problems in Statistical Mechanics). Als Post-Doktorand war er am Courant-Institut in New York und ab 1989 an der Universität Rom II. 1992 wurde er Assistenzprofessor am Polytechnikum in Turin (für Wahrscheinlichkeitstheorie) und war 1994/95 Maitre de Recherche an der École polytechnique. 1996 bis 2002 war er Professor an der Universität Cergy-Pontoise und gleichzeitig 1996 bis 2008 Professeur chargé de cours an der École Polytechnique. 2002 wurde er Professor an der Universität Paris-Dauphine.
Er untersuchte Fluktuationen, große Abweichungen und hydrodynamische Grenzwerte bei stochastischen Prozessen und mikroskopische Modelle der Wärmeleitung zum Beispiel in gekoppelten Systemen harmonischer und anharmonischer Oszillatoren (auch mit Störungen und Rauschen) und mikroskopische Modelle thermodynamischer Transformationen.
Er war 2009 bis 2015 im Herausgebergremium der Annals of Probability  und 1994 bis 2006 in dem der Annales de l'Institut Henri Poincaré (Probabilité et Statistique) und ist im Herausgebergremium des Journal of Statistical Physics, wie schon 2002 bis 2008, und von Probability Theory and Related Fields.
2010 erhielt er einen ERC Advanced Grant.

## Schriften (Auswahl)
- mit Tomasz Komorowski, Claudio Landim: Fluctuations in Markov processes : time symmetry and martingale approximation, Grundlehren der mathematischen Wissenschaften 348, Springer 2012